# Emmerich (Ungarn)

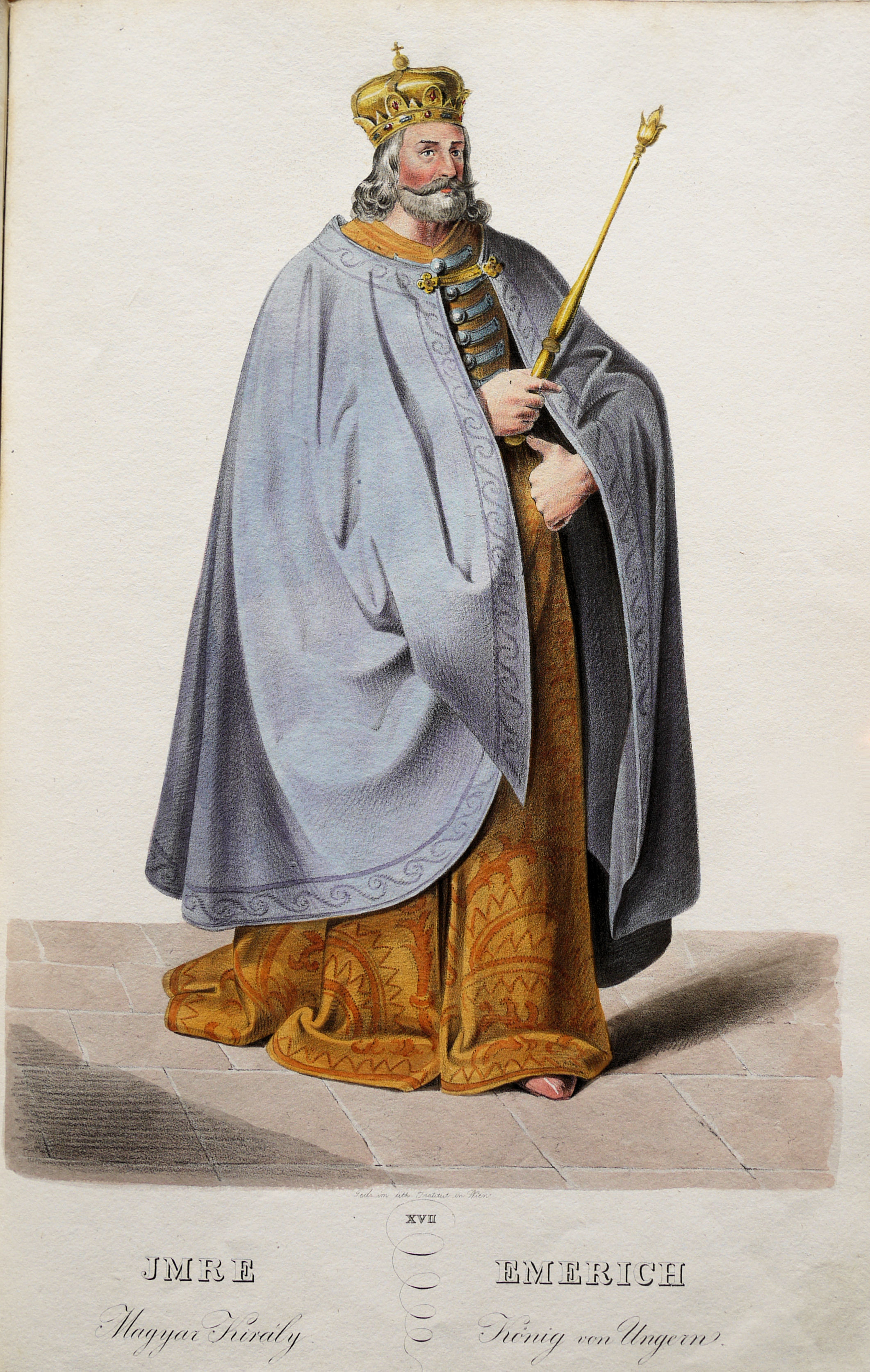
Emmerich, Lithographie von Josef Kriehuber nach einer Zeichnung von Moritz von Schwind, ca. 1828

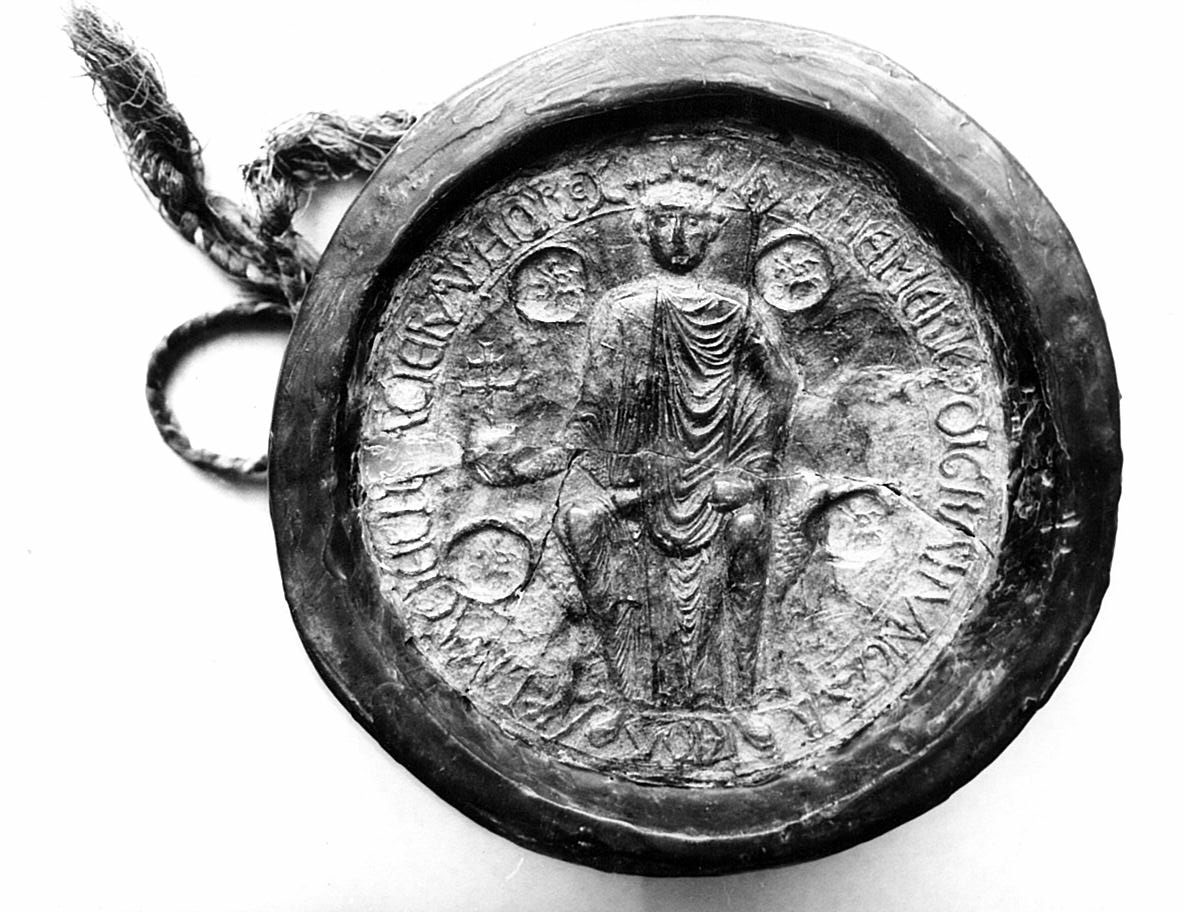
Siegel Emmerichs von 1203

Emmerich (lat. auch Henricus, Aimeric oder Hemericius; ungarisch Imre; kroatisch Emerik; * 1174; † 30. November 1204), aus dem Geschlecht der Arpaden war ab 1196 König von Ungarn und Kroatien.

## Leben
Er war der Sohn und Nachfolger von König Béla III. von Ungarn († 1196). Seine Mutter war Agnes de Châtillon.
Als Kind war Emmerich mit Agnes, einer Tochter des römisch-deutschen Kaisers Friedrich I. Barbarossa, verlobt worden, diese verstarb allerdings schon 1184.
Um 1199 heiratete er die Königstochter Konstanze von Aragón († 1222). Aus dieser Ehe entstammt sein Nachfolger Ladislaus († 1205).
Sein Vater ließ ihn bereits am 16. Mai 1182 zum Mitkönig krönen. 1194 bestellte er Emmerich zum Gouverneur von Kroatien und Dalmatien und ließ ihn nochmals krönen, wohl um die Primogenitur gegen den jüngeren Bruder Andreas II. zu sichern. Als Emmerich nach dem Tod des Vaters 1196 die Regierung des Gesamtkönigreiches übernommen hatte, erzwang Andreas II. 1197 mit Waffengewalt die Überlassung Kroatiens und Dalmatiens als Herzogtum. Die zwei folgenden Versuche Andreas’, seinen Bruder Emmerich zu stürzen, scheiterten, auch weil letzterer von Papst Innozenz III. und seinem Schwager Ottokar I. von Böhmen unterstützt wurde. Allerdings begann in diesen unruhigen Zeiten die fatale Verschwendung der königlichen Domänen an Parteigänger der beiden Rivalen. So tätigte Emmerich umfangreiche Landschenkungen an den ungarischen Adel, sowie an die Zisterzienser vom Stift Heiligenkreuz in Niederösterreich, was die Macht des Königtums nachhaltig schwächte.
→Schloss Königshof#Ödes Kloster
Er unterstützte im deutschen Thronstreit die Seite der Welfen und eroberte 1201/02 Serbien, wo er mit päpstlicher Unterstützung die Bogomilen bekämpfte.
Vor seinem Tod ließ er am 26. August 1204 seinen minderjährigen Sohn und Erben Ladislaus III. krönen und bestimmte Andreas II. zu dessen Vormund und Regenten. Nachdem Emmerich im November 1204 gestorben war, nutzte Andreas seine neue Machtstellung aus, die Macht im Land an sich zu reißen. Emmerichs Witwe Konstanze von Aragon floh kurz darauf vor ihm mit dem jungen König Ladislaus III. nach Wien. Als Ladislaus III. dort 1205 starb, war Andreas am Ziel und wurde selbst König von Ungarn.
Emmerichs Witwe heiratete 1209 in Palermo den späteren römisch-deutschen Kaiser Friedrich II. Sowohl ihre Ehe mit Emmerich, als auch die mit Friedrich war von Papst Innozenz III. arrangiert worden, da Aragon, Ungarn und Sizilien päpstliche Lehen waren.